# 韦辛顿 (南达科他州)
韦辛顿（英語：Wessington）是美国南达科他州下属的一座城市。根据2010年美国人口普查，该市有人口171人。论人口在本州排行第193。